# 张效瑞
张效瑞（1976年3月5日—），天津人，退役中国足球运动员，曾经入选中国国家足球队。

## 职业生涯
张效瑞是中国派到巴西留学的健力宝青年队中最出色的球员之一，曾与李铁、隋东亮、李金羽并称“四小天鹅”。张效瑞年仅21岁时就被戚务生召入国家队，并在1999作为国奥队主力参加2000年悉尼奥运会足球预选赛。但是此后多年间由于伤病等原因状态起伏，始终与国家队大门无缘。而他在表现出色时细腻的技术广为球迷称道，几乎每届国家队名单公布前都有“召回张效瑞”的呼声，不过最终都没有发生。
张效瑞初期长年效力于自己少年时的母队天津队，但到了2005年初时几乎提前退役，幸而最后成功加盟上海中邦，不过他仍然得到天津球迷的喜爱，甚至在代表球队做客天津时任意球破门还得到了全场球迷的喝彩。2007年，张效瑞又在联城申花大合并中成为了上海申花的球员，但是并未能占据主力位置。
2008年，张效瑞来到了郝海东的天津松江，成为主教练兼球员，率队参加乙级联赛，自己在场上也有任意球破门和精彩助攻，但是最终球队未能冲入甲级。2009年赛季初，张效瑞表示将不再上场比赛占用超龄球员名额，而是专心主教练的工作，就此退役。2010年赛季开始前，天津松江宣布聘请外籍主教练，张效瑞离任，后他返回天津泰达担任U-19梯队主教练。2012年11月张效瑞出任天津松江足球俱乐部副总经理一职。2022年9月，张效瑞出任深圳足球俱樂部代理主帅。